# Château de La Desnerie

Le château de la Desnerie est un château situé à La Chapelle-sur-Erdre, en France.

## Localisation
Le château est situé sur la commune de La Chapelle-sur-Erdre, dans le département de la Loire-Atlantique.

## Historique
Depuis la fin du XIVe siècle au moins, le château appartient à la famille Leet, qui le transmet en 1552, après alliance en 1503, à la famille de La Roche-Saint-André. Par vente judiciaire de 1699, la Desnerie passe à Jean Charette. Sa petite-fille Françoise Charette épouse en 1733 Jean-Marie de Trévelec, dont la famille agrandira le château en ajoutant l'aile ouest, œuvre de Jean-Baptiste Ceineray. Par alliance, la propriété passe en 1800 dans la famille de Sesmaisons.
Le monument est inscrit au titre des monuments historiques en 1985.

## Description

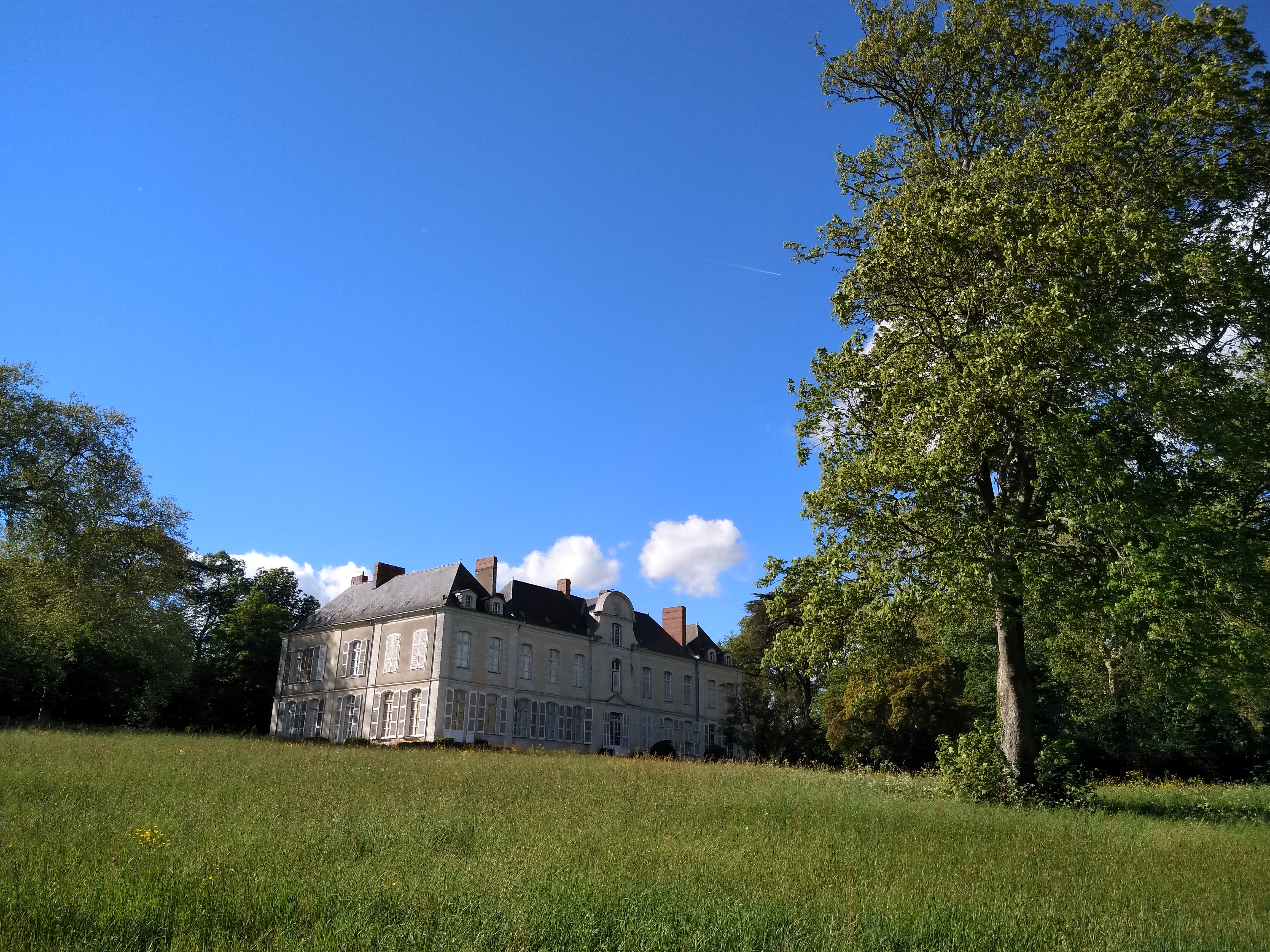
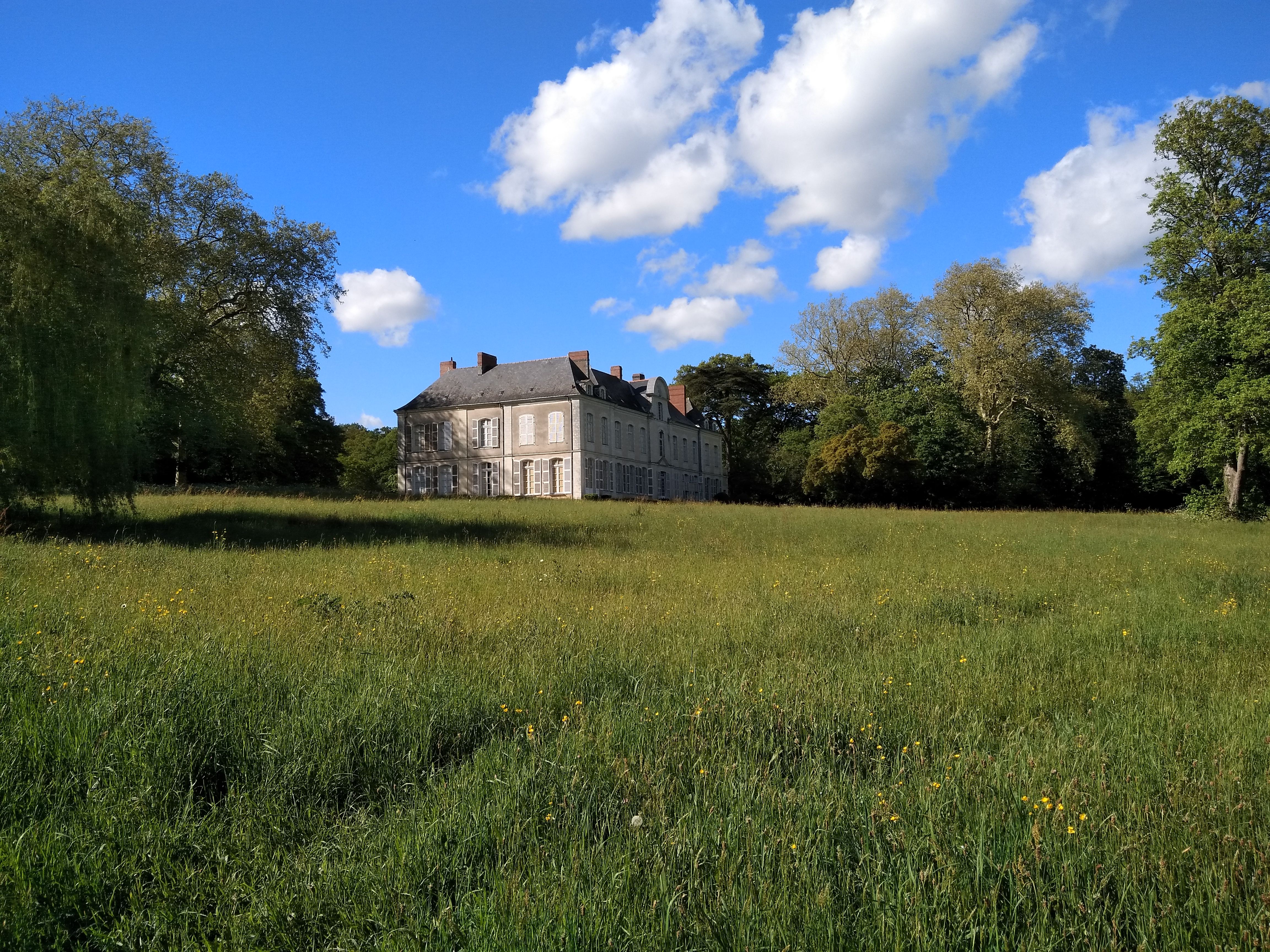
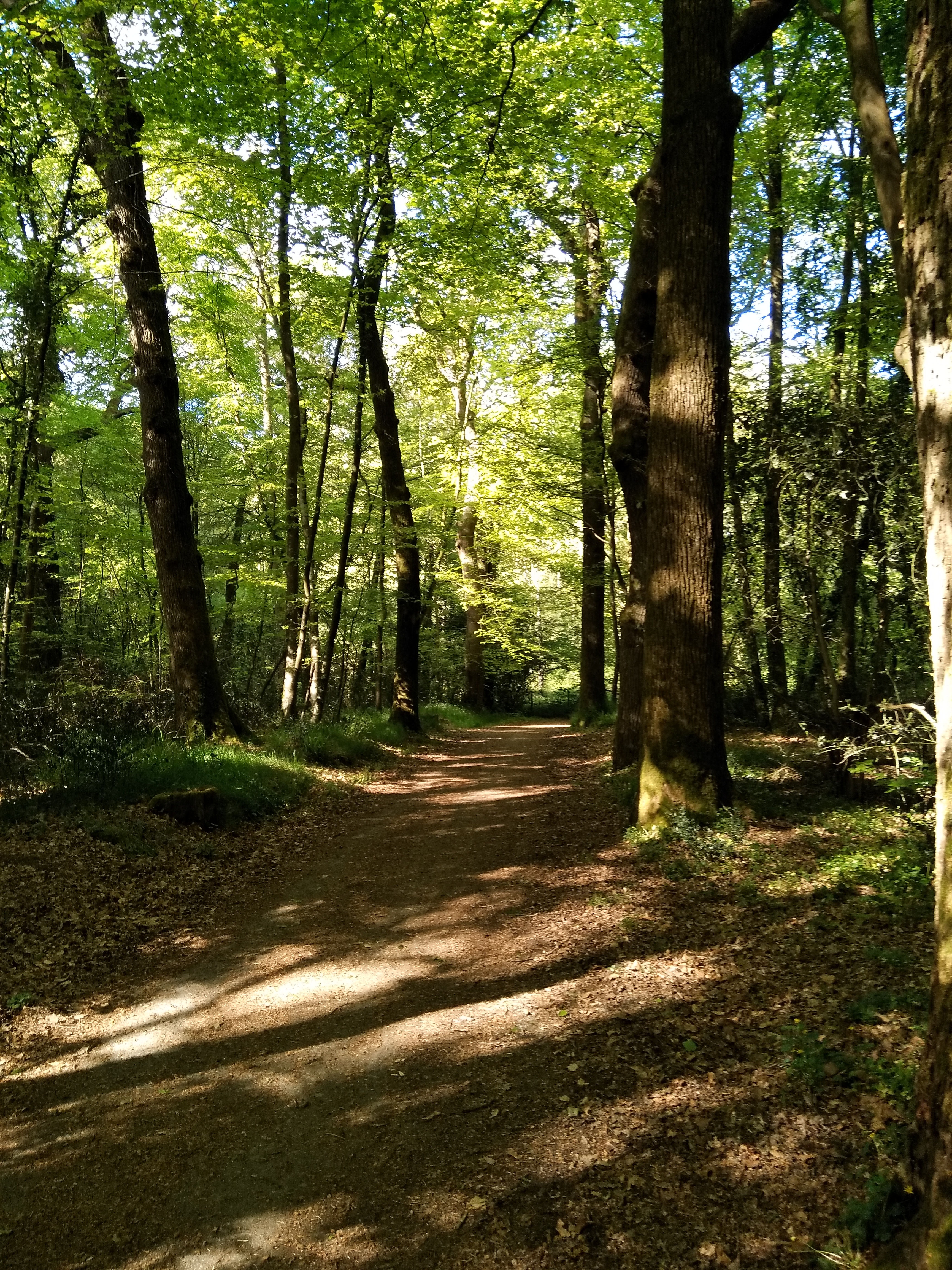